# Fresney
Fresney – miejscowość i gmina we Francji, w regionie Normandia, w departamencie Eure.
Według danych na rok 1990 gminę zamieszkiwały 212 osoby, a gęstość zaludnienia wynosiła 33 osoby/km² (wśród 1421 gmin Górnej Normandii Fresney plasuje się na 690. miejscu pod względem liczby ludności, natomiast pod względem powierzchni na miejscu 577).